# Nancy Tyson Burbidge
Nancy Tyson Burbidge AO (5 d'agost de 1912 - 4 de març de 1977) va ser una botànica, taxónoma i conservacionista australiana.

## Biografia
Burbidge neix a Cleckheaton, Yorkshire; el seu pare, William Burbidge, va ser un clergue anglicà que va emigrar a Austràlia el 1913 quan va opositar per una parròquia a Austràlia Occidental. Es va educar a Katanning (Kobeelya) a l'Escola de Nenes de l'Església d'Anglaterra, fundada per la seva mare Nancy Eleanor. Completà la seva escolarització el 1922 en graduar-se a la Bunbury High School, i va marxar a estudiar a la Universitat d'Austràlia Occidental. El 1937 va acabar el batxillerat i després va rebre un premi per viatjar a Anglaterra on va romandre 18 mesos treballant al Reial Jardí Botànic de Kew; estant allí va fer una revisió del gènere australià de gramínia Enneapogon. En retornar a Austràlia contínua el seu estudi de la flora d'Austràlia a través de la Universitat d'Austràlia Occidental, completant el seu títol de màster el 1945.
El 1943 oposita i guanya el càrrec d'Agrònom Assistent al "Waite Agricultural Research Institute" d'Adelaida (Austràlia), on comença treballs en espècies natives de pastures per a les regions àrides i semiàrides d'Austràlia del Sud. Va ser nomenada per a la nova posició de botànica sistemàtica a la divisió d'Indústria Vegetal del CSIRO (Commonwealth Scientific and Industrial Research Organisation), el 1946 a Canberra, treballant per organitzar i estendre l'herbari, primer com a investigadora i després agregant la funció de curadora; sent responsable del començament de les fundacions dels Herbarium Australiense, més tard National Australian Herbarium.
Va escriure "Clau per a les espècies d'eucaliptus d'Austràlia Meridional", però no es va especialitzar en aquest gènere. El seu interès professional en botànica sistemàtica es va reflectir en el seu competent secretariat del "Comitè de Botànica Sistemàtica de l'Australian and New Zealand Association for the Advancement of Science des de 1948 a 1952. També va editar Australasian Herbarium News fins a 1953, quan va estar diversos anys com a "Oficial Botànic Australià d'Enllaç" en l'Herbari dels Jardíns de Kew. Estant a Kew va fotografiar i va indexar espècimens de plantes australianes i va fer còpies de microfilms de les llibretes de notes de Robert Brown per a l'Herbari australià.
Retorna a Austràlia el 1954 i comença un molt productiu període de la seva carrera. Escriu un extens article "La geobotànica de la regió australiana" que es publica a Australian Journal of Botany el 1960 contribuint a l'obtenció del seu doctorat per la Universitat d'Austràlia Occidental el 1961. El seu Dictionary of Australian Plant Genera es publica el 1963, i completarà estudis dels gèneres Nicotiana, Sesbania i Helichrysum. Moltes de les seves publicacions incloïen les seves pròpies il·lustracions. Després de renunciar al seu càrrec de curadora de l'herbari va estar molt involucrada en el desenvolupament de les sèries de Flora of Australia, dirigint el projecte de 1973 a 1977. A més dels seus llibres, va escriure més de 50 articles sobre fitogeografia, ecologia, història de la Botànica, i de gèneres australians. Per les seves contribucions a la botànica va ser guardonada el 1971 amb la medalla Clarke, per la Royal Society of New South Wales, i el 1976 fou designada membre de l'Orde d'Austràlia.
Burbidge també es va interessar en la conservació d'Austràlia, essent la 1960 membre fundadora de l'Associació de parcs nacionals del Territori de la Capital Australiana, i dues vegades en va ser la seva presidenta. Va tenir un paper important per establir nous parcs nacionals com el Tidbinbilla Nature Reserve i el Namadgi National Park; establerts després del seu decés. Va ser també membre de l'Australian Federation of University Women, servint com a presidenta de la branca de Canberra de 1959 a 1961, de l'Associació de Dones Pan-Pacífica i del Sud-est Asiàtic, de 1957 a 1958, i com a secretària internacional entre 1961 i 1968.

## Honors

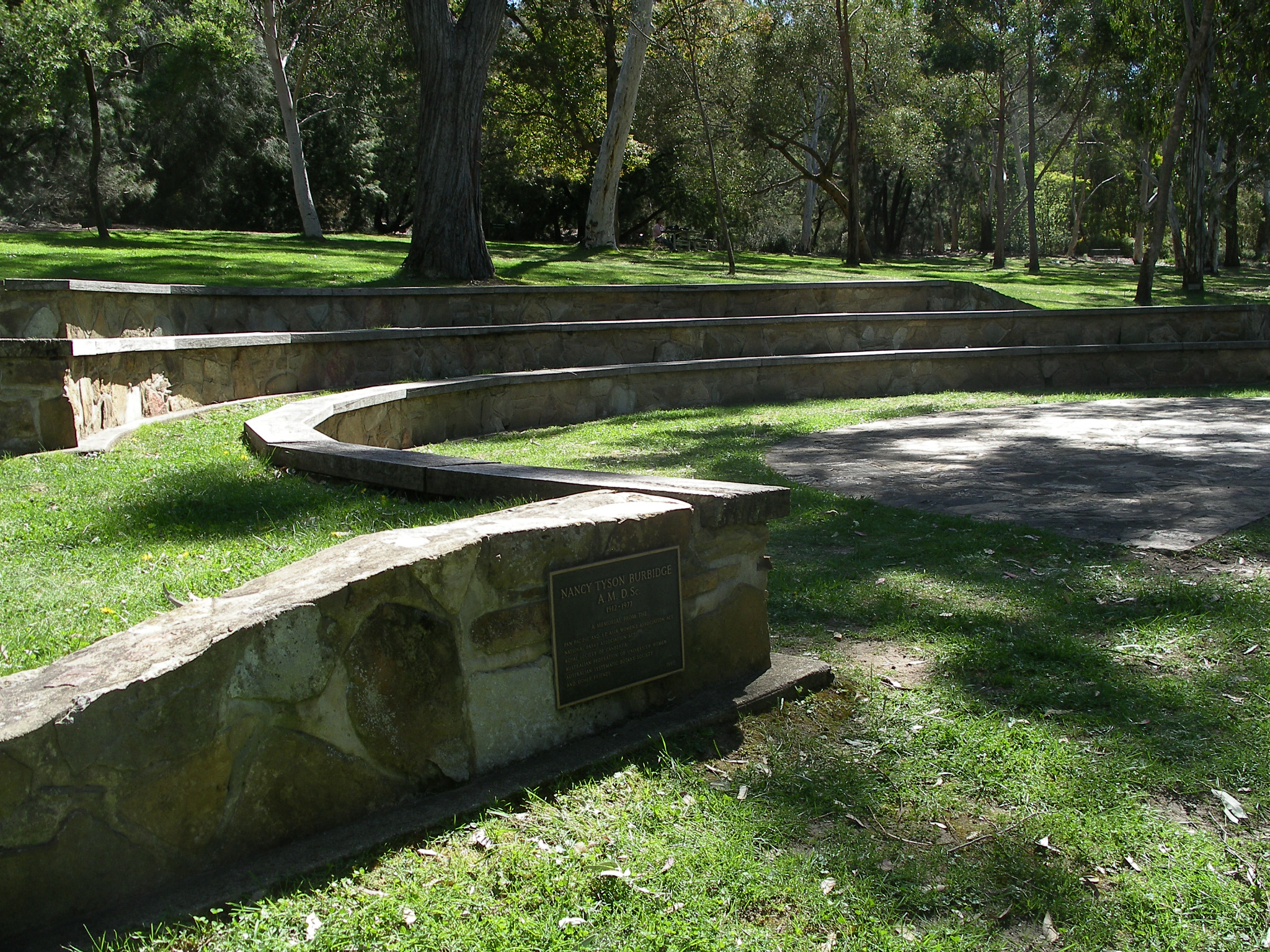
Amfiteatre Memorial Nancy T. Burbidge.

Les seves contribucions s'honoren amb un altar frontal, mostrant banksias i aus menjamels, a l'Església Anglicana San Miguel, a Mount Pleasant, Austràlia Occidental, i en el Memorial Nancy T. Burbidge, un amfiteatre dins el Jardí Botànic Nacional d'Austràlia de Canberra. L'Índex de Noms de Plantes Australianes està dedicat a la seva memòria. I un pic a Namadgi es diu "Mont Burbidge" en el seu honor.

## Algunes publicacions
- The Wattles of the canadian Capital Territory, 1961 (anglès)
- Dictionary of Australian Plant Genera: Gymnosperms & Angiosperms. 1963 LCCN 65-87091 65087091 (anglès)
- Australian Grasses, 2 vols. 1966-1970 ISBN 0-207-95263-9 (anglès)
- Flora of the Australian Capital Territory, amb Max Gray. 1970 ISBN 0-7081-0073-2 (anglès)
- Plant Taxonomic Literature in Australian Libraries. 1978 ISBN 0-643-00286-3 (anglès)